# 李光宰
李 光宰（이광재、1965年2月28日 - ）は、韓国の政治家、社会運動家、公務員。第17・18・21代韓国国会議員。元江原道知事。第16代韓国大統領盧武鉉の側近である。
本貫は全州李氏。江原道平昌郡出身。仏教徒。

## 来歴
延世大学校卒業。青瓦台秘書官、国政常況室の係長、国政常況室長などを務めた。平昌オリンピックの誘致に努力しており、2010年6月に行われた第5回全国同時地方選挙にて江原道知事（民選5期）に当選したが、2011年1月27日、「朴淵次ロビー事件」で違法な政治資金を受け取った疑いで、大法院から懲役6月、執行猶予1年、追徴金1億1400万ウォンの有罪判決が言い渡され、失職。
2019年12月30日、文在寅大統領によって特赦の対象となった。この特赦については、文が大統領選で表明した「赦免権制限」に反することや、4ヶ月後に第21代総選挙が開かれる時期に行われたことから、選挙を意識したものではないかとの疑念が呈されている。第21代総選挙で共に民主党から江原道原州市甲選挙区で出馬し当選した。在任中の2021年5月には2022年の大統領選挙への出馬を表明したが、同年7月に元国務総理の丁世均との候補一本化の合意により自主撤退した。また、2022年4月6日の国会外交統一委員長在任中、2022年ロシアのウクライナ侵攻に関連して2日後にポーランドを訪問する予定を発表した。その時、李はウクライナ出身の高麗人の難民のために軍用機を派遣して支援するなどと提案した。
2022年4月、同年6月の第8回全国同時地方選挙での江原道知事選への出馬を表明したため、国会議員辞職書を提出し、朴炳錫議長の署名により成立した。投票前の5月中旬に国会行政安全委員会で江原特別自治道設置法案が可決された後、共に民主党江原道党は李が「法案通過の一等功臣」だとコメントしたが、知事選投票の結果、国民の力候補の金鎮台に敗れ落選した。
2022年7月より国会事務総長。
2024年の第22代総選挙では京畿道の盆唐区甲選挙区から出馬し、安哲秀と対決することとなった。

## エピソード
江原道はもともと保守寄りの地域だが、2010年ごろの李明博政権時期にはハンナラ党に対する猛烈な逆風が吹いたため、第5回全国同時地方選挙で当選した。ハンナラ党のある核心関係者は「江原道に再補欠選挙の支援遊説に行ってみたら、江原道では李光宰が『神』だよ」と言った。
2021年3月末、釜山で開かれた民主党中央選挙対策委員会の会議で「過去41年間、朴正煕、全斗煥、盧泰愚、李明博、朴槿恵などの大統領が出たにもかかわらず、大邱の経済は今全国で最下位」「人を見て選んだのではなく、党を見て選んだから、このような結果になった」と話したため、大邱の政治家からは「地域卑下」「地域主義を選挙に利用する」などと批判された。